# Geografia de Xipre
Xipre és una illa de la mar Mediterrània a la conca oriental. És la tercera illa, en grandària, de la Mediterrània, després de les illes italianes de Sicília i Sardenya; és la 81a en més grandària del món. Es troba a 64 km al sud de la península de Anatòlia (o Àsia Menor). Es considera a Àsia Occidental o Pròxim Orient.

## Geografia física
Xipre té 240 km de llarg i 100 d'ample, i Turquia queda a 75 km al nord. Altres territoris veïns són Síria i el Líban a l'est (105 km i 108 km, respectivament), Palestina-Israel a 200 km al sud-est, Egipte a 380 km al sud i Grècia a l'oest-nord-oest: a 280 km fins a la petita illa de Castellroig (Meis) al Dodecanés, a 400 km Rodes i a 800 km la Grècia continental.

### Relleu
El relleu de Xipre es caracteritza per l'existència de dues serralades quasi paral·leles que recorren l'illa d'est a oest. La septentrional són les estretes muntanyes Pentadàctilos o Kirènia, de sòl calcari; ocupa una superfície molt menor que la serralada meridional, i les seues altures són inferiors. La del sud són les Tróodos (màxima altura: muntanya Olimp, 1.953 m), de tipus volcànic; cobreixen la major part del sud i oest de l'illa i més o menys cobreixen la meitat de la seua superfície. Els dos sistemes muntanyencs corren si fa no fa en paral·lel a les muntanyes Taure del continent turc, la silueta del qual és visible des del nord de Xipre. Entre ambdues serralades hi ha una plana central anomenada Messaria (altres versions del nom, Mesorea i Mesaoria. Les terres baixes costaneres, que varien en amplària, envolten l'illa.

Mapa topogràfic de Xipre

### Rius, llacs i costes
Els principals rius, Pedieos i Ialias, en recorren la depressió central. Solien patir freqüents inundacions, però ara es regulen amb embassaments i sistemes de regadiu.
La costa té 648 km de longitud. A la banda nord és alta i uniforme. La del sud presenta una orografia més suau, amb diverses anses com les badies de Famagusta i Làrnaca.
Un altre accident geogràfic significatiu del litoral xipriota és la península de Karpas.

### Clima
Xipre és una illa de clima mediterrani, la qual cosa n'afavoreix l'agricultura. Les variacions en la temperatura i les precipitacions, les determinen l'altitud i, en menor mesura, la distància a la costa. Els estius són secs i molt calorosos (temperatura mitjana al juliol-agost: 19-29 °C). L'estació estiuenca va des de mitjan maig fins a mitjan setembre. És l'illa més càlida de la Mediterrània i Nicòsia la ciutat amb més altes temperatures d'Europa, amb una mitjana anual de 19,5 °C. A l'estiu, l'illa sol estar sota la influència d'una depressió poc profunda de baixes pressions que s'estén des de la gran depressió continental d'Àsia occidental. És una estació d'altes temperatures amb cels pràcticament sense núvols. L'estació hivernal, entre novembre i mitjan març, és temperada (temperatura mitjana al gener: 10-13 °C). Les estacions primaveral i tardorenca són breus.

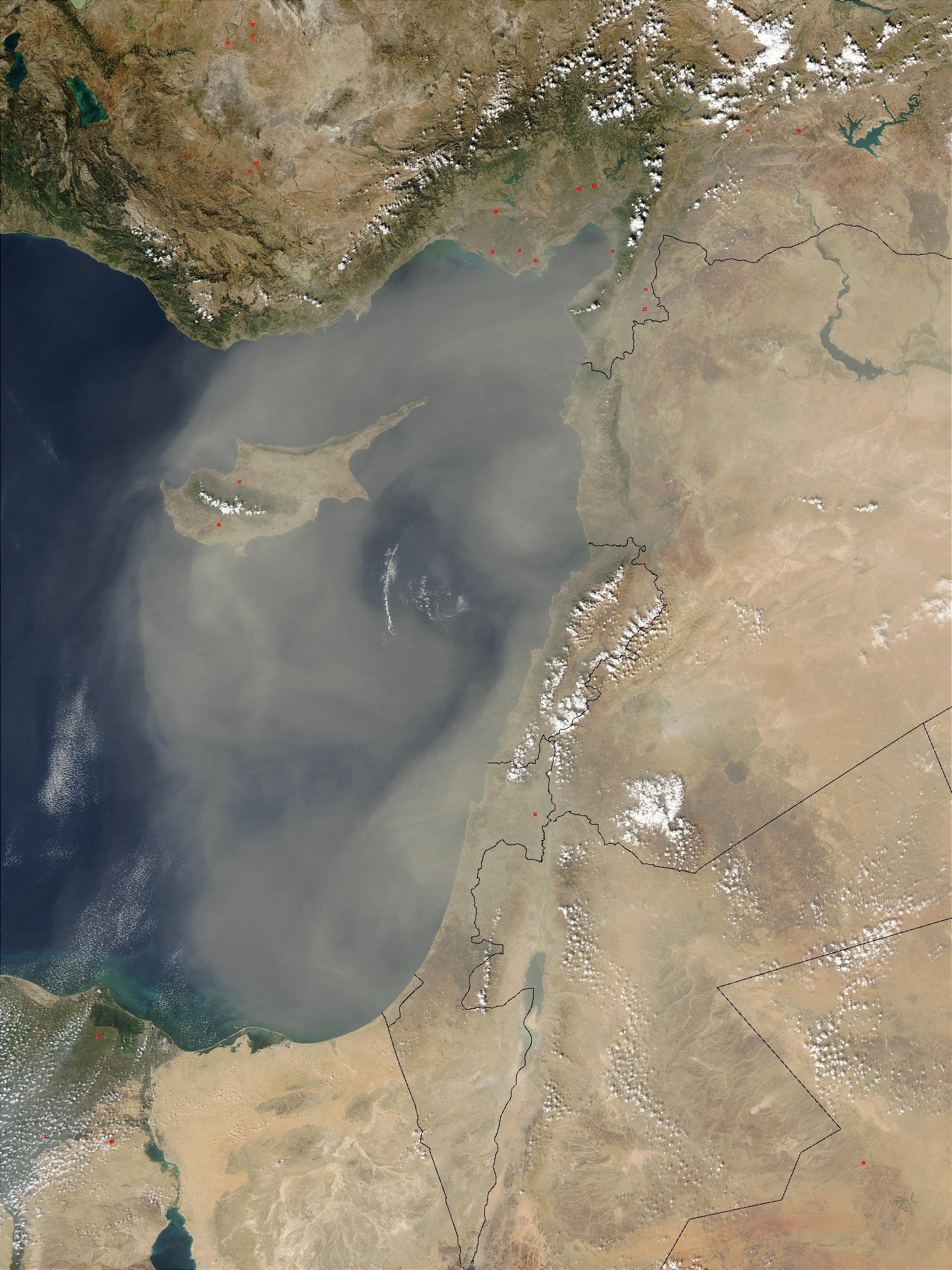
Tempesta d'arena al Llevant, 19 d'octubre de 2002

Les temperatures a l'estiu són altes a les planes, fins i tot a la vora de la mar, i arriben a fer-se incòmodes a la Mesaoria. La temperatura mitjana diària al juliol i agost està entre els 29 °C de la plana central i els 22 °C dels Tróodos, mentre que la temperatura màxima mitjana en aquests tres mesos està entre els 36 °C i els 27 °C, respectivament. Els hiverns són suaus, amb una temperatura mitjana el gener de 10 °C a la plana central i de 3 °C als cims dels Tróodos i amb una temperatura mínima mitjana de 5 a 0 °C respectivament, que pot arribar als -7 °C a la muntanya.
En la tardor i l'hivern plou, sobretot entre novembre i març. La pluviositat mitjana anual n'és de 500 mm, i les precipitacions de desembre a febrer representen el 60% de la total anual. A l'hivern, Xipre queda prop de les freqüents i petites depressions que creuen la Mediterrània d'oest a est entre l'anticicló continental d'Euràsia i el cinturó de baixes pressions d'Àfrica del Nord. Això dona períodes tempestuosos d'un dia més o menys, i produeix la major part de les pluges anuals.
Les zones muntanyenques són més fresques i humides que la resta de l'illa. Reben les màximes precipitacions anuals, que poden arribar a 1.000 mm. També pot haver-hi gelades intenses. La neu a les costes és molt rara i sol caure barrejada amb pluja. Només al febrer de 1950 l'illa estigué tota coberta deneu. La precipitació s'incrementa de 450 mm als vessants orientals a gairebé 1.100 mm al cim dels Tróodos. L'estreta serralada dels Pentadàctils, que s'estén al llarg de 160 km d'oest a est a l'extrem nord produeix un increment de la pluviositat relativament menor de 550 mm al llarg de la cresta a una altitud de 1.000 mm. Les planes al llarg de la costa septentrional i a la zona de la península de Karpas té de mitjana anual 400-450 mm. La menor pluviositat es produeix a Mesaoria, amb 300-400 mm a l'any. N'és característic que canvien les pluges d'un any per a un altre, i les sequeres hi són freqüents i, a voltes, intenses. Hi ha una tendència decreixent de la quantitat de pluja caiguda en els últims trenta anys.

La humitat relativa de l'aire és, de mitjana, entre el 60% i el 80% a l'hivern i entre el 40% i el 60% a l'estiu i fins i tot té valors inferiors en zones de terra endins a la meitat del dia. La boira no hi sovinteja i la visibilitat sol ser molt bona. La llum solar abunda hi tot l'any.
Els vents són generalment lleugers o moderats, i de direcció variable.
Els paràmetres mitjans de Nicòsia són:
| Paràmetres climàtics mitjans de Nicòsia | Paràmetres climàtics mitjans de Nicòsia | Paràmetres climàtics mitjans de Nicòsia | Paràmetres climàtics mitjans de Nicòsia | Paràmetres climàtics mitjans de Nicòsia | Paràmetres climàtics mitjans de Nicòsia | Paràmetres climàtics mitjans de Nicòsia | Paràmetres climàtics mitjans de Nicòsia | Paràmetres climàtics mitjans de Nicòsia | Paràmetres climàtics mitjans de Nicòsia | Paràmetres climàtics mitjans de Nicòsia | Paràmetres climàtics mitjans de Nicòsia | Paràmetres climàtics mitjans de Nicòsia | Paràmetres climàtics mitjans de Nicòsia |
| Mes                                     | Gener                                   | Febrer                                  | Març                                    | Abril                                   | Maig                                    | Juny                                    | Juliol                                  | Agost                                   | Setembre                                | Octubre                                 | Novembre                                | Desembre                                | Anual                                   |
| --------------------------------------- | --------------------------------------- | --------------------------------------- | --------------------------------------- | --------------------------------------- | --------------------------------------- | --------------------------------------- | --------------------------------------- | --------------------------------------- | --------------------------------------- | --------------------------------------- | --------------------------------------- | --------------------------------------- | --------------------------------------- |
| Temp. màx. abs. (°C)                    | 22                                      | 26                                      | 30                                      | 35                                      | 43                                      | 44                                      | 44                                      | 44                                      | 42                                      | 41                                      | 33                                      | 24                                      | 44                                      |
| Temp. màx. mitjana (°C)                 | 15                                      | 16                                      | 19                                      | 24                                      | 29                                      | 34                                      | 37                                      | 37                                      | 33                                      | 28                                      | 22                                      | 17                                      | 25.9                                    |
| Temp. mín. mitjana (°C)                 | 5                                       | 5                                       | 7                                       | 10                                      | 14                                      | 18                                      | 21                                      | 21                                      | 18                                      | 14                                      | 10                                      | 7                                       | 12.5                                    |
| Temp. mín. abs. (°C)                    | -3                                      | -6                                      | -2                                      | 1                                       | 7                                       | 11                                      | 15                                      | 14                                      | 12                                      | 6                                       | -1                                      | -3                                      | -6                                      |
| Precipitació total (mm)                 | 76                                      | 45                                      | 36                                      | 18                                      | 22                                      | 9                                       | 1                                       | 2                                       | 10                                      | 25                                      | 33                                      | 68                                      | 345                                     |
| [ cal citació ]                         |                                         |                                         |                                         |                                         |                                         |                                         |                                         |                                         |                                         |                                         |                                         |                                         |                                         |

### Medi ambient

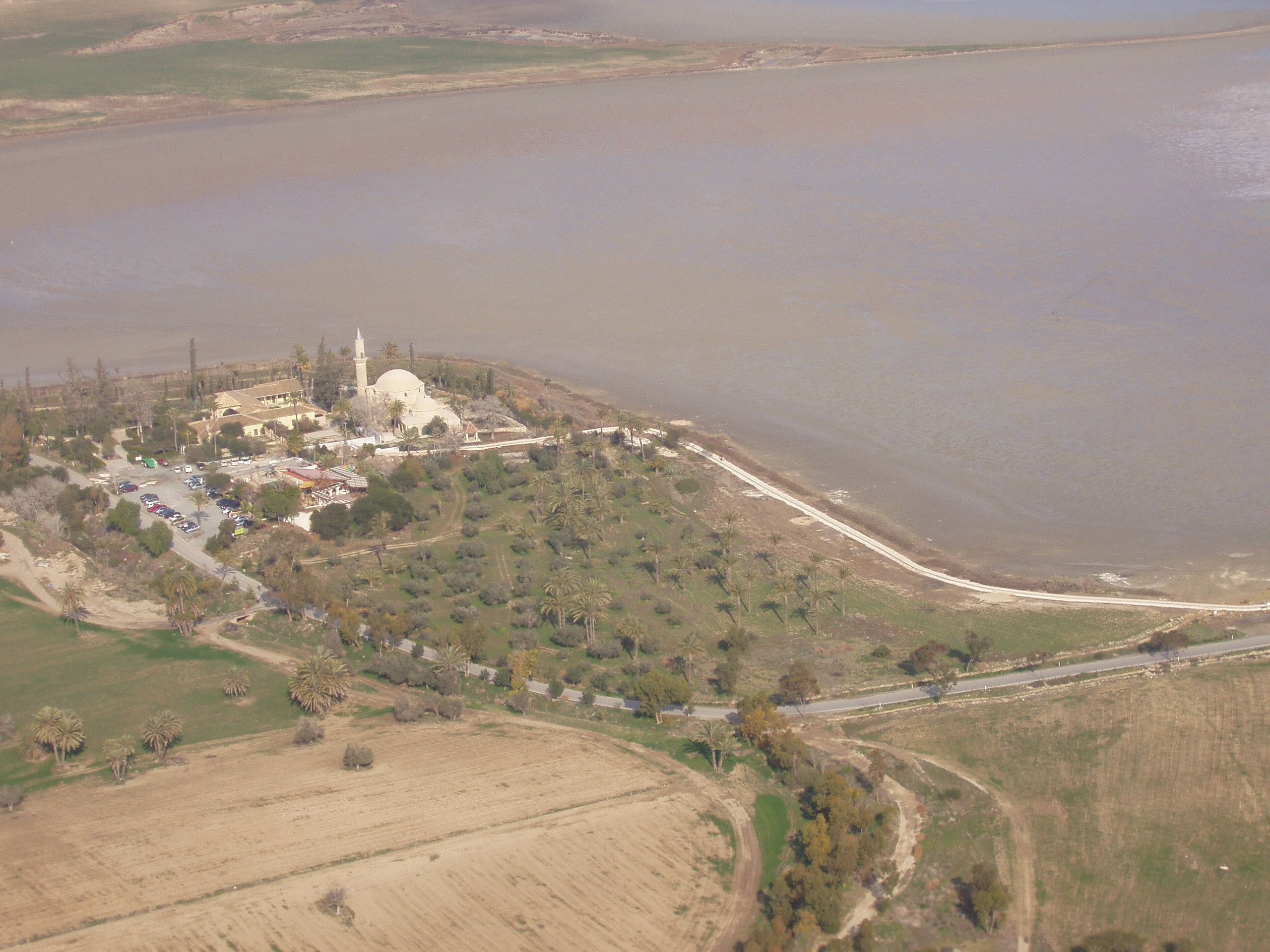
Hala Sultan Tekke, llac salat de Lanarca

La cinquena part del país és coberta de boscos. Conforme a la normativa de la Unió Europea, el territori pertany a la regió biogeogràfica mediterrània. 1.107 hectàrees estan protegides com a aiguamoll d'importància internacional a l'empara del conveni de Ramsar, al llac salat de Lanarca.
Xipre té una moderada activitat sísmica, i sequeres. Els problemes mediambientals són nombrosos i es relacionen, sobretot, amb la insuficiència d'aigua: no hi ha captacions d'aigua naturals, es produeix disparitat estacional en la pluviositat, intrusió d'aigua de mar en l'aqüífer més gran al nord, la salinització n'és creixent. A més, hi ha contaminació de les aigües pels residus industrials i urbans, la degradació del litoral i la pèrdua d'hàbitats de vida salvatge a causa de la urbanització i el turisme.

## Geografia humana
Té una població d'1.084.748 habitants (2009). La població viu en un 70% en zones urbanes (2008). Es distribueix entre algunes valls de les muntanyes del nord i, especialment, a la zona central. Les muntanyes meridionals estan poc poblades.
El principal grup ètnic són (2001) grecs (77%), però també hi ha turcs (18%) i altres (com a armenis o àrabs, 5%). Els grecs creients pertanyen a l'Església ortodoxa xipriota (78%), mentre que hi ha un 18% de musulmans. El 4% restant és format, entre d'altres, per maronites i apostòlics armenis. S'hi parla grec, turc i anglés.
Geopolíticament, Xipre es troba dividida en quatre parts: la República de Xipre, govern reconegut internacionalment, n'ocupa dos terços (5.896 km²) meridionals de l'illa. La República Turca del Nord de Xipre ocupa el terç (3.355 km²) septentrional i només la reconeix Turquia. La línia verda controlada per les Nacions Unides és una zona tap que en separa les altres. Hi ha dues bases de sobirania britànica: Akrotiri i Dhekélia.
La capital de Xipre és Nicòsia (Leukosia), amb 270.000 habitants. Té com a ciutats principals: Famagusta, Làrnaca i Limassol. Es divideix en sis districtes: Famagusta, Kirenia, Làrnaca, Limassol, Nicòsia i Pafos. Les divisions administratives de la regió turcoxipriota inclouen Kirenia, una petita part de Famagusta, i petites parts de Nicòsia.

## Geografia econòmica
Els recursos naturals de Xipre són coure (molt abundant en l'antiguitat, però s'està exhaurint), pirites de ferro i amiant, algeps, fusta, sal, marbre i pigment d'argila. La terra arable representa el 10,81% de l'ús de la terra. A conreus permanents es dedica el 4,32% i altres 84,87% (2005). El regadiu abasta 400 km² (2003).

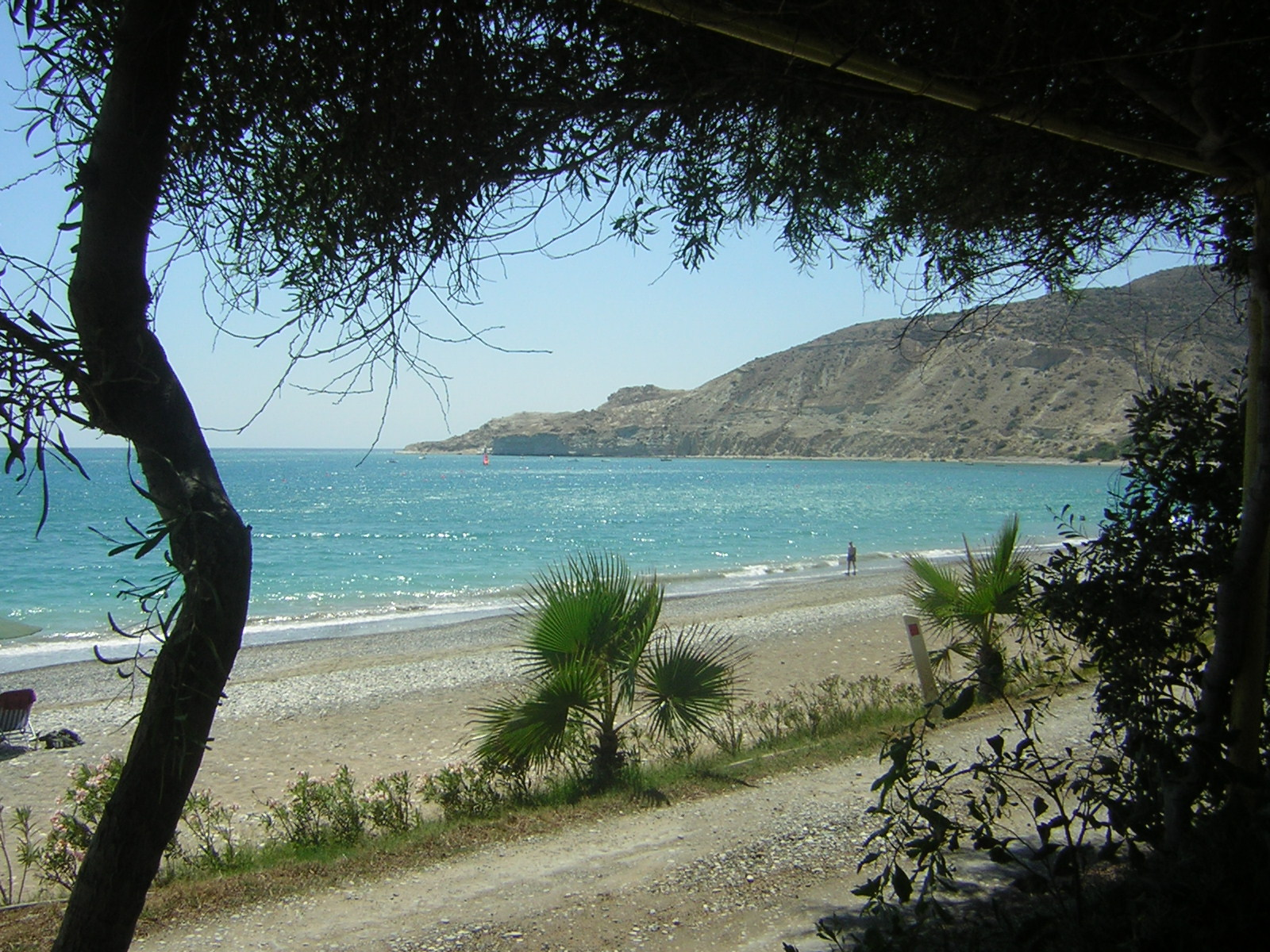
Platja de Pisuri

La composició del PIB per sector és: agricultura 2,1%, indústria 19% i serveis 78,9% (2009). L'agricultura ocupa el 8,5% de la població activa, la indústria el 20,5% i els serveis el 71% (2006). Per tant, la República de Xipre sota control governamental grec té una economia capitalista dominada pel sector serveis. El turisme, els serveis financers i immobiliaris són els sectors més importants. Els pobres nivells de creixement al llarg de l'última dècada reflecteixen la dependència de l'economia xipriota del turisme. Malgrat tot, l'economia a la zona grega té un ritme de creixement per sobre de la mitjana de la Unió Europea des de l'any 2000. Pel que es refereix a la zona turca, tenen el permanent problema de l'escassetat d'aigua; algunes plantes de dessalinització s'han afegit a les ja existents. Des del 2004, la pluviositat ha estat molt per sota de la mitjana, i hi cal racionar l'aigua.
Els principals productes agrícoles són els típicament mediterranis: cítrics, hortalisses, ordi, vinya i oliveres. Hi ha aviram, porcs i xais. S'obtenen productes làctics i formatge. Quant a la indústria, destaca el turisme, processament de menjar i beguda, producció de ciment i algeps, construcció i reparació de vaixells, tèxtil, productes químics lleugers, productes de metall, fusta, paper, pedra i d'argila.
Xipre és un nus de comunicacions aèries. Té una bona xarxa de carreteres: 14.630 km (zona sota control governamental grec: 12.280 km; zona administrada pels turcoxipriotes: 2.350 km). Pavimentades sota el control governamental grec: 7.979 km (inclou 257 km d'autopistes); zona sota control turcoxipriota: 1.370 km). Els ports i terminals més destacats, a la zona de control grec, són: Làrnaca, Limassol, Vasiputeriolikos; zona administrada pels turcoxipriotes: Famagusta i Kyrenia.